# Mats Kuipers
Mats Kuipers (8 juni 2006) is een Belgisch voetballer die sinds 2025 uitkomt voor MVV Maastricht.

## Carrière
Kuipers kwam in het seizoen 2024/25 uit voor STVV Youth, het beloftenelftal van zijn opleidingsclub STVV dat dat seizoen debuteerde in de Tweede afdeling. Kuipers groeide er uit tot een vaste waarde en eindigde het seizoen er met negen goals in 29 competitiewedstrijden.
In juni 2025 stapte Kuipers over naar de Nederlandse eerstedivisionist MVV Maastricht. Daar maakte hij op 8 augustus 2025 zijn profdebuut: op de openingsspeeldag van de Keuken Kampioen Divisie liet trainer Edwin Hermans hem in de 4-0-nederlaag tegen TOP Oss in de 67e minuut invallen voor Delano Asante.

## Clubstatistieken
| Seizoen         | Club            | Land               | Competitie           | Competitie | Competitie | Beker | Beker | Supercup | Supercup | Europees | Europees | Totaal | Totaal |
| Seizoen         | Club            | Land               | Competitie           | Wed.       | Dlp.       | Wed.  | Dlp.  | Wed.     | Dlp.     | Wed.     | Dlp.     | Wed.   | Dlp.   |
| --------------- | --------------- | ------------------ | -------------------- | ---------- | ---------- | ----- | ----- | -------- | -------- | -------- | -------- | ------ | ------ |
| 2024/25         | STVV Youth      | Vlag van België    | Tweede afdeling VV B | 28         | 9          | —     | —     | —        | —        | —        | —        | 28     | 9      |
| 2025/26         | MVV Maastricht  | Vlag van Nederland | Eerste divisie       | 1          | 0          | 0     | 0     | —        | —        | —        | —        | 1      | 0      |
| Carrière totaal | Carrière totaal | Carrière totaal    | Carrière totaal      | 29         | 9          | 0     | 0     | 0        | 0        | 0        | 0        | 29     | 9      |

Bijgewerkt op 9 augustus 2025.